# Dindica limatula
Dindica limatula là một loài bướm đêm trong họ Geometridae.